# Новоалександровка (Синельниковский район)
Новоалекса́ндровка (укр. Новоолександрівка) — село,
Новоалександровский сельский совет,
Синельниковский район,
Днепропетровская область,
Украина.
Код КОАТУУ — 1224886001. Население по переписи 2001 года составляло 1124 человека.
Является административным центром Новоалександровского сельского совета, в который, кроме того, входят сёла
Панасовка и
Петровское.

## Географическое положение
Село Новоалександровка находится на берегу реки Нижняя Терса (в основном на правом берегу),
выше по течению на расстоянии в 1 км расположено село Горки,
ниже по течению на расстоянии в 3 км расположено село Садовое.
По селу протекает пересыхающий ручей с запрудой.
Рядом проходит железная дорога, станция Ивковка в 1,5 км.

## История
- Основали село в 1920 году переселенцы-бедняки Вячеславки, Камышанки, Чернявки Славгородского уезда Омской губернии.

## Экономика
- ЗАО «Углеводород».
- ООО «Снек-Экспорт».

## Объекты социальной сферы
- Школа.
- Детский сад.
- Амбулатория ОПСМ.
- Дом культуры.
- Библиотека.